# Großedlinger Teich
Der Großedlinger Teich ist ein künstlicher Teich südlich von Wolfsberg (Kärnten) und namensgebend für das Naturschutzgebiet Vogelschutzgebiet Großedlinger Teich.
Der Großedlinger Teich entstand durch die Setzung des Bodens im ehemaligen Bergbaugebiet von St. Stefan im Lavanttal. Eine weitere Ausgestaltung fand durch Ausbaggerung von Wasserflächen und durch die Bildung von Inseln und Seichtwasserzonen statt. Die Wasserversorgung erfolgt durch Wasser von der Koralpe. Es stellt ein wichtiges Ersatzbiotop im stark landwirtschaftlich genutzten Unteren Lavanttal dar.
Im Uferbereich wachsen vor allem Steife Segge, Sumpf-Schwertlilie und Breitblättriger Rohrkolben, sowie Schilf. Direkt hinter dem Uferbereich wachsen Schwarz-Erlen, Faulbaum und Weiden. An der Grenze zu den Ackerflächen wachsen Ruderalpflanzen.
Das Gebiet ist ein Rückzugsgebiet für Reptilien, Amphibien und Vögel. Zu den Brutvögeln hier zählen Teichrohrsänger, Sumpfrohrsänger, Rohrammer und Schwarzkehlchen. Zahlreiche Zugvögel nutzen den Großedlinger Teich als Rastplatz (Purpurreiher, Seidenreiher, Nachtreiher, Weißstorch, Schwarzstorch, Graugans, Pfeifente, Schnatterente, Krickente, Zwergdommel sowie verschiedene Limikolen).

## Naturschutzgebiet
Der Großedlinger Teich wurde 1981 zum Naturschutzgebiet erklärt (LGBl. Nr. 8/1981), das 5,8 Hektar umfasst (Listeneintrag). Es befindet sich im Besitz des Österreichischen Naturschutzbundes, Landesgruppe Kärnten. Der Zustand des Naturschutzgebietes wurde 1993 mit befriedigend beurteilt, als beeinträchtigend wurde der Ökotourismus durch Vogelkundler und die uneingeschränkte jagdliche Nutzung des Gebietes bewertet.